# Celebrity Eclipse
La Celebrity Eclipse è la terza delle cinque navi di classe Solstice della Celebrity Cruises, costruita presso i cantieri Meyer Werft in Germania.

## Storia
La Celebrity Eclipse, commissionata nel luglio 2006, è stata terminata il 23 gennaio 2009 e varata il 28 febbraio 2010. Il 15 aprile 2010, la nave era pronta per il proprietario. La nave è stata battezzata a Southampton il 24 aprile 2010, da Emma Pontin. Il suo viaggio inaugurale, con partenza dalla città di battesimo, è iniziato cinque giorni dopo, esattamente il 29 aprile 2010.

## Caratteristiche
La Celebrity Eclipse offre numerosi servizi, la maggior parte dei quali sono utilizzati in vari eventi durante la crociera. La maggior parte di questi sono gli stessi di qualsiasi altra nave di classe Solstice. La nave presenta molti ristoranti, Moonlight Sonata, Blu, (che si possono trovare anche nella Celebrity Solstice e nella Celebrity Equnox), Cafe al Bacio, Cafe Oceanview e molte altre aree ristorative e ricreative. Ma la vera e propria caratteristica della Celebrity Eclipse, e della classe Solstice in generale, è un Lawn Club con erba vera, che viene tagliata e curata quasi tutti i giorni. Nel Lawn Club si può giocare a bocce e mini-golf, o addirittura si può fare un pic-nic. All'interno della nave si possono trovare anche piscine, un teatro, bar e locali a tema(come il Martini Bar, con parti interamente in ghiaccio) negozi di souvenir, una biblioteca, una galleria d'arte. Il 26 aprile 2010 è stato aperto il “Celebrity iLounge Eclipse”, con l'annesso Cyber Café, che ha anche rivenduto prodotti Apple, che possono essere acquistati durante la crociera.

## Navi gemelle
- Celebrity Solstice
- Celebrity Equinox
- Celebrity Silhouette
- Celebrity Reflection